# 额上沟
额上沟（英語：Superior frontal sulcus），是大脑额叶的主要脑沟之一，隔开了额上回与额中回。

## 功能
额上沟的部分区域与工作记忆有关。 额上沟也是局灶性皮质发育不良的常发处之一。